# Sisarahili Ekholo
Sisarahili Ekholo is een bestuurslaag in het regentschap Nias Selatan van de provincie Noord-Sumatra, Indonesië. Sisarahili Ekholo telt 833 inwoners (volkstelling 2010).